# Gert van Eghen

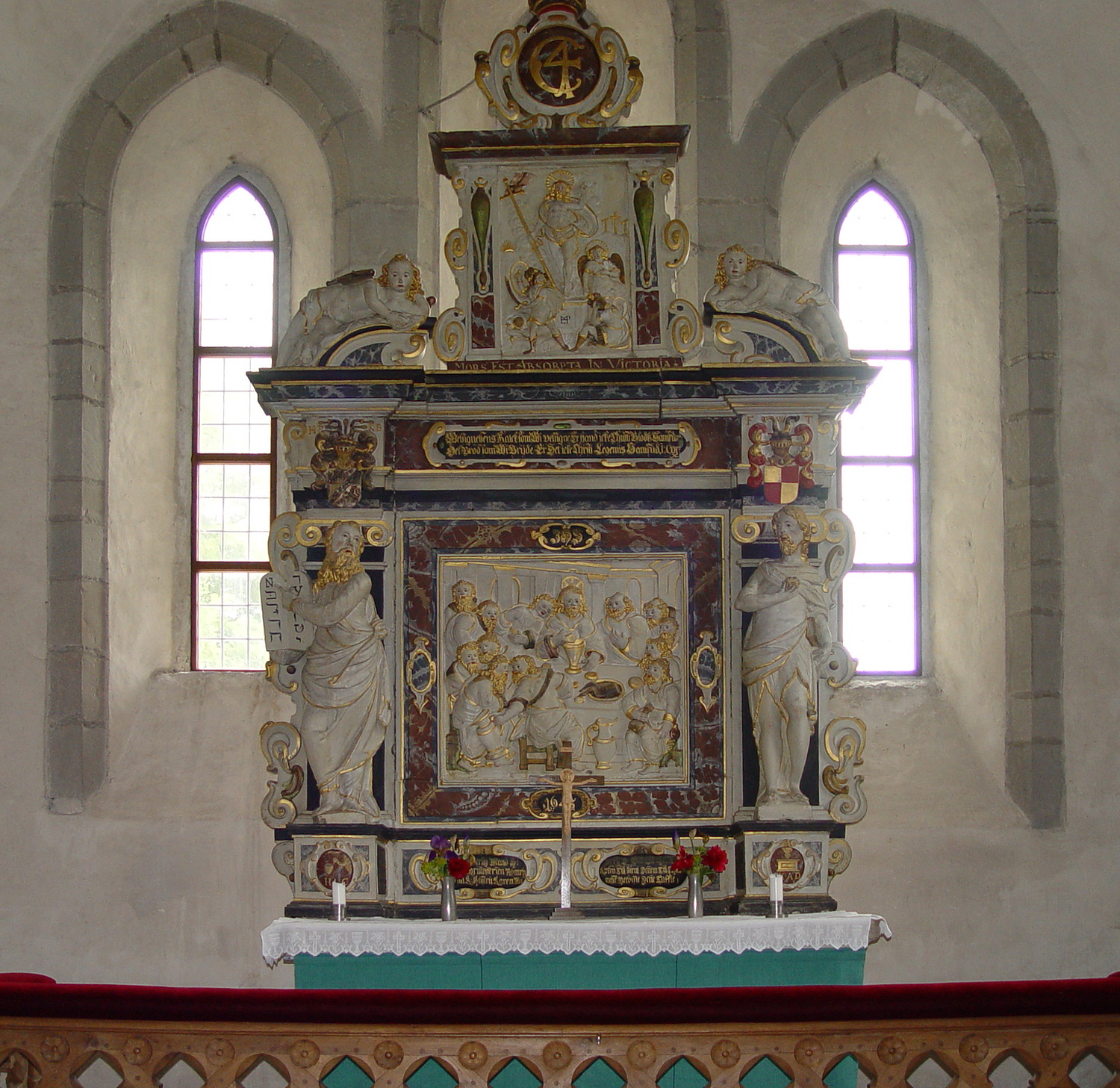
Altaruppsatsen Hablingbo kyrka utförd av Peter och Gert van Eghen

Gert van Eghen var en stenbildhuggare verksam på 1600-talet.
Han var son till Peter van Eghen och var verksam som stenbildhuggare i Burgsvik på Gotland. Hans signatur återfinns på altaruppsatsen i Fröjels kyrka och på korbågen i Hablingbo kyrka.